# メアリー・オブ・テック
メアリー・オブ・テック（英語: Mary of Teck, 1867年5月26日 - 1953年3月24日）は、イギリス・ウィンザー朝の国王ジョージ5世の王妃。
ドイツのヴュルテンベルク王家傍系の出身で、ハノーヴァー朝のイギリス国王ジョージ3世の曾孫で、ヴィクトリア女王の従姪にあたる。エドワード8世・ジョージ6世の母、エリザベス2世の祖母、チャールズ3世の曾祖母である。

## 生涯

### 生い立ち
ヴュルテンベルク王フリードリヒ1世の弟ルートヴィヒの孫であるテック公フランツ・パウルと、ケンブリッジ公爵アドルファス（ジョージ3世の七男）の次女メアリー・アデレードの間にロンドンで生まれた。
代母（名付け親）は、ヴィクトリア女王で、ファーストネームの「ヴィクトリア」は女王直々に与えられた。愛称は「メイ」。
メイの父方の祖父アレクサンダーは貴賤結婚により、爵位は有するものの収入は無く、父フランツ（英：フランシス）がイギリスの王族であるメアリー・アデレードと婚姻したことで、「テック公」の地位を授けられた。母メアリー・アデレードが従姉ヴィクトリア女王から与えられた年金5000ポンドが一家の収入であり、裕福な家柄ではなかった。
少女時代は、派手好きな両親が作った借金が原因で、イギリスより物価が安く、自身の親戚が住む諸外国を転々とする生活を送っていた。しかしこのような生活からヨーロッパ各国の文化に接する経験を多く重ね、芸術方面に深い造詣を持つこととなった。特にイタリアのフィレンツェに住んでいた時期は、多くの美術館や教会などを訪れ、同国の先進的な文化や芸術に接する貴重な機会となった。

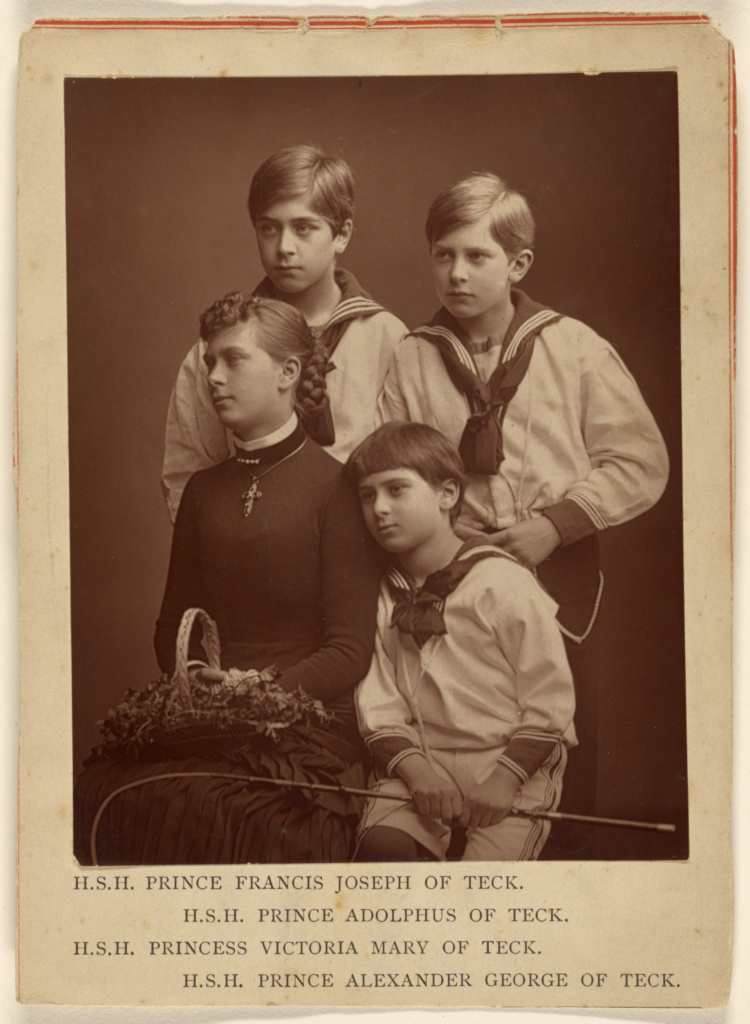
1885年、メアリーと弟たち

### 婚約と結婚

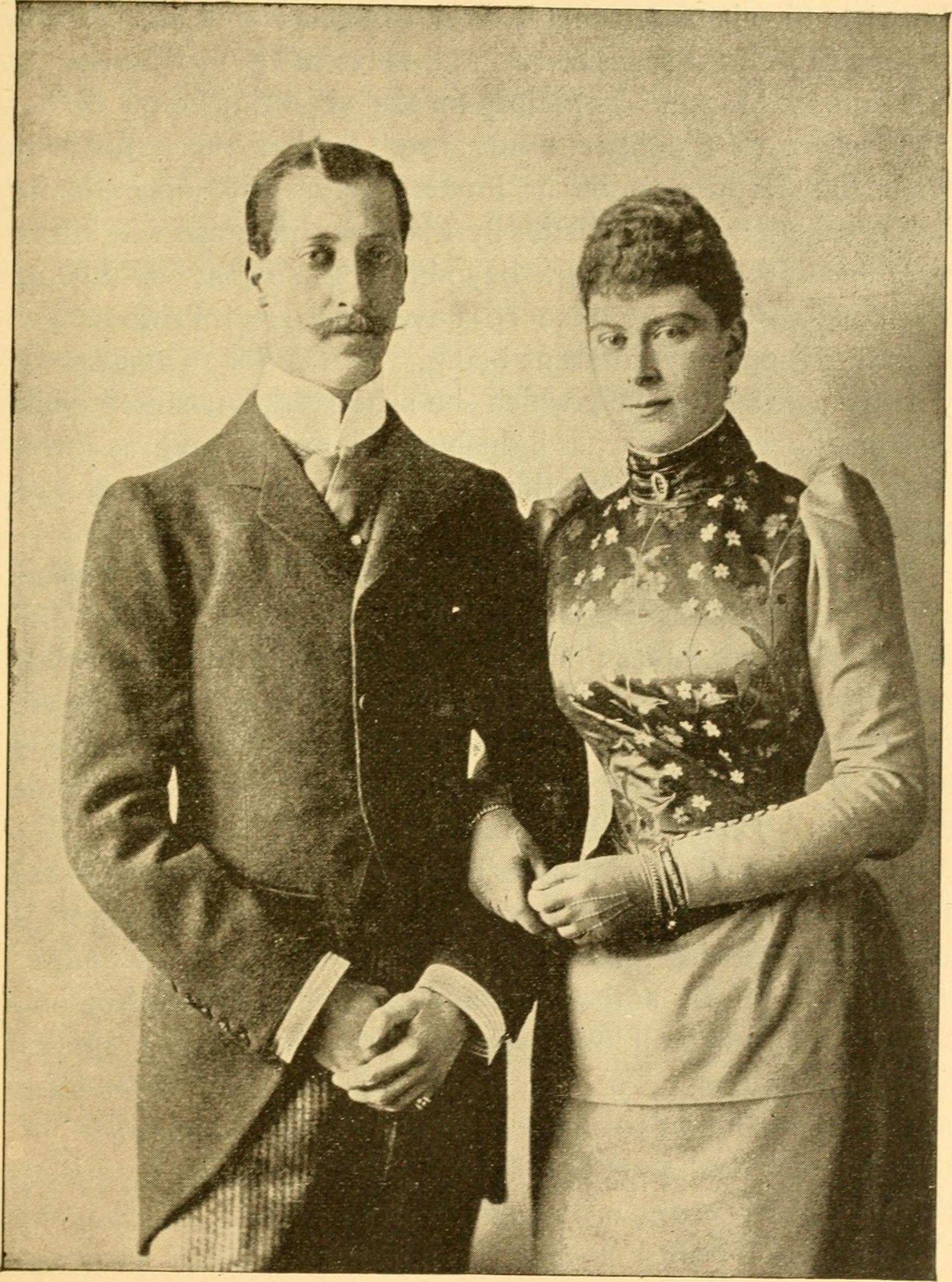
1892年撮影、婚約者エディと

ヴィクトリア女王の配慮により、1885年にイギリスへ戻ることのできたテック家は、リッチモンド・パークにあるホワイト・ロッジに定住することとなった。
王太子アルバート・エドワード（後のエドワード7世）の長男で、次々代の国王と目とされていたクラレンス公アルバート・ヴィクター（愛称：エディ）は、ヘッセン大公女アリックスやフランス国王の末裔エレーヌ・ドルレアンに失恋し、縁談がまとまらなかった。そこで、ヴィクトリア女王は、エディの幼馴染であり、女王も気に入っていたメイとの婚約を整えさせた。
二人は1891年12月に婚約し、翌1892年2月27日に結婚する予定だった。ところが、サンドリンガム・ハウスにおいて1892年1月7日に狩猟の帰りから体調を崩したエディは、翌8日の誕生日を祝ったのを最後に病床に伏し、インフルエンザと肺炎を併発して1月14日に急逝した。
弟のジョージ・フレデリック（後のジョージ5世）は、同年5月24日に、女王誕生日叙勲によりヨーク公（イングランド）、インヴァネス伯爵（スコットランド）、キラーニー男爵
（アイルランド）に叙爵され、名実ともに王位継承者とされた。突如として王位継承者になったジョージは、若くして婚前未亡人となったメイを気遣い、兄エディから王位を引き継ごうと考え、これは女王とも同意見だった。1893年5月3日、ジョージは妹ファイフ公爵夫人ルイーズ王女の邸宅で、メイに求婚し、メイは受諾した。
メイの花嫁道具等は、母方の伯母アウグスタ（英：オーガスタ）の嫁ぎ先であるメクレンブルク＝シュトレーリッツ大公家が工面した。同年7月6日、セント・ジェームズ宮殿の王室礼拝堂で、二人は結婚式を挙げた。
結婚後、サンドリンガムに定住した2人は5男1女をもうけた。長男には、女王から亡きアルバート王配から「アルバート」と付けるよう要望があったが、亡きエディから「エドワード」を洗礼名とし、イングランド、スコットランド、アイルランド、ウェールズ全てからの守護聖人を名付けた。次男はアルバート王配の命日に誕生し「アルバート」と名付けた。ジョージは、奔放な父アルバート・エドワードとは異なり、愛人を作らず、円満な家庭生活を送った。
気丈な性格で、良くも悪くも王室のしきたりを頑ななまでに守り続けたメイは、小姑のファイフ公爵夫人ルイーズや姑のアレクサンドラ王太子妃とは価値観や性格の不一致から不仲だったが、ヴィクトリア女王やエドワード7世など王族の人間からは信頼を寄せられていた。
20世紀が開幕して早々、1901年1月22日にヴィクトリア女王が崩御し、その長男であるエドワード7世が即位した。ジョージはプリンス・オブ・ウェールズ（王太子）、メイはプリンセス・オブ・ウェールズ（王太子妃）となることになる。

### 王太子妃時代

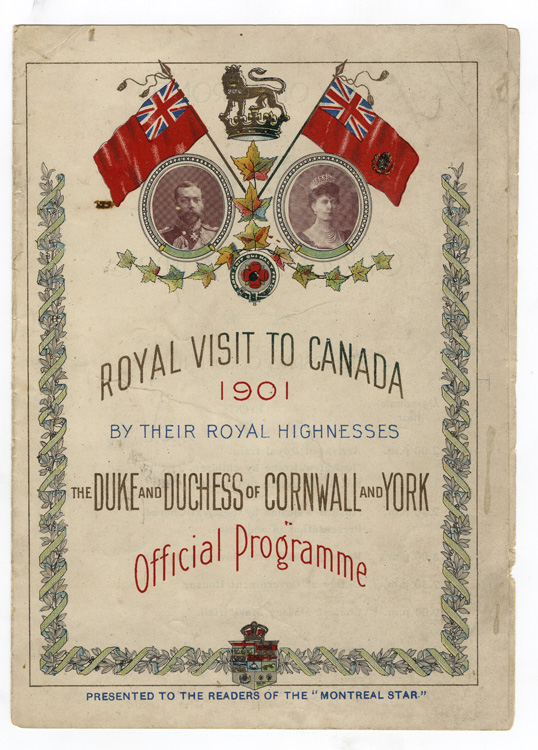
カナダ訪問の公式日程表の表紙

女王崩御に先立つ1901年1月1日、英国の植民地だったオーストラリアは6つの植民地が統合された連邦として自治権を与えられており、その第1回目の議会開会式にジョージは女王の名代として臨席する予定だった。オーストラリアの保守政権の強い要望によって訪豪は予定通り行われることとなり、ジョージとメイは女王の葬儀にも参列しないまま、同年3月、オーストラリア及びニュージーランドやカナダも含む海外自治領（ドミニオン）への旅に出発した。夫妻は11月1日に帰国し、11月9日の国王誕生日に、ジョージは正式に王太子に叙された。
王太子夫妻は、1905年10月から翌1906年3月まで、インドを訪問した。
1910年にエドワード7世が崩御すると、夫妻はジョージ5世国王と「メアリー王妃」となった。メイは、ファーストネームのヴィクトリアを用いなかった。

### 即位と外遊

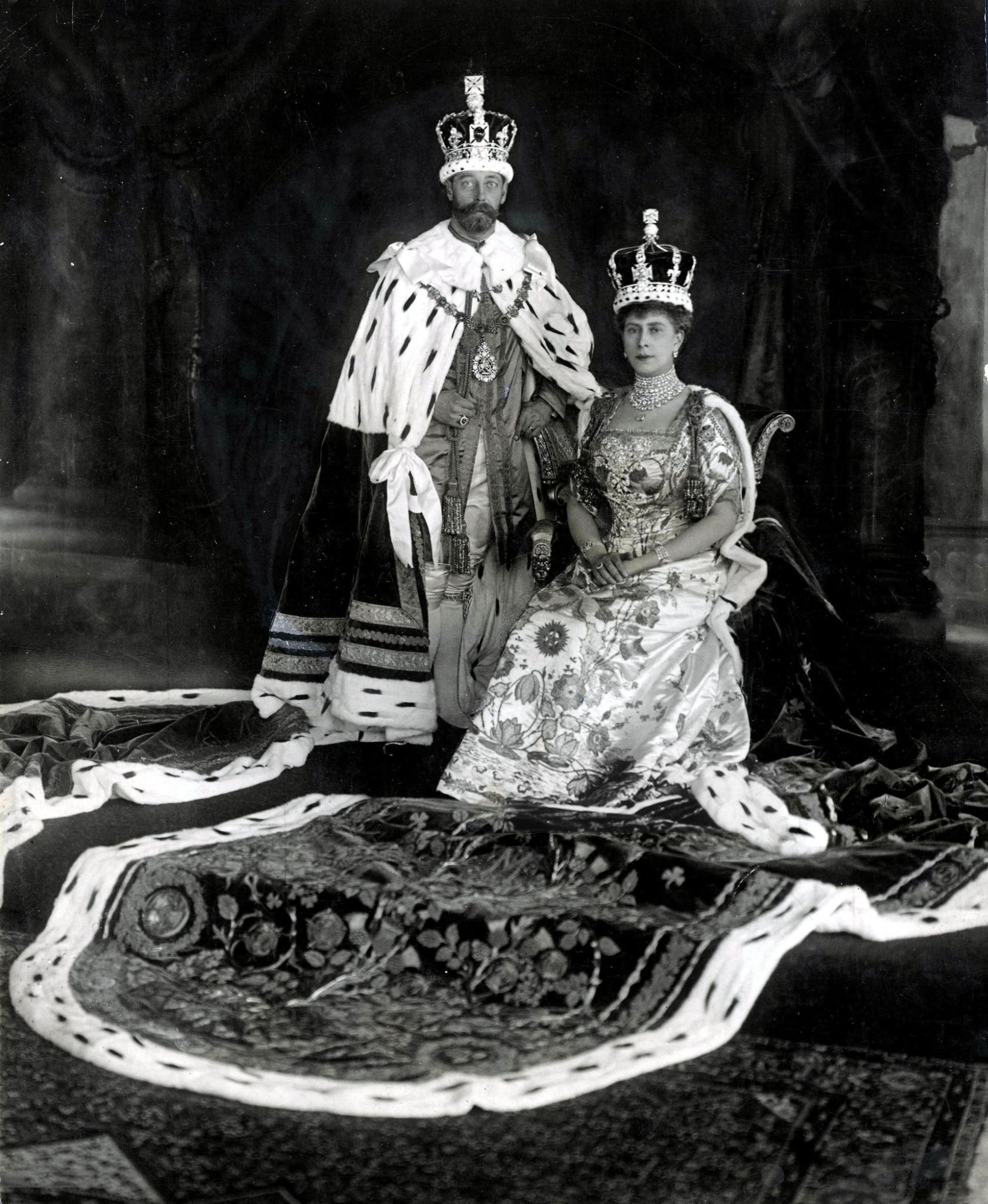
1911年撮影、戴冠式に際し

1911年6月22日、ジョージ5世夫妻は戴冠式を執り行った。さらに、ジョージ5世の提案により、新たに「インド帝冠」を作成させた上で、翌1911年12月12日にデリーで戴冠式（大謁見式：ダーバール）を執り行った。メアリー王妃には、デヴォンシャー公爵夫人イヴリンや寝室付き女官シャフツベリ伯爵夫人コンスタンスらが同行し、大掛かりな訪問となった。
翌1912年は、アイルランド独立問題が表面化して外遊は無く、翌1913年5月14日はドイツ皇帝ヴィルヘルム2世（ジョージ5世の従兄）の長女ヴィクトリア・ルイーゼ皇女の結婚式のためベルリンを訪問したが、公式訪問ではなかった。
1914年4月にジョージ5世は、初の公式訪問先に英仏協商10周年記念として、フランスのパリを選んだ。外国語や外交の苦手な国王を、フランス語に堪能なメアリー王妃が支えた。

### 第一次世界大戦

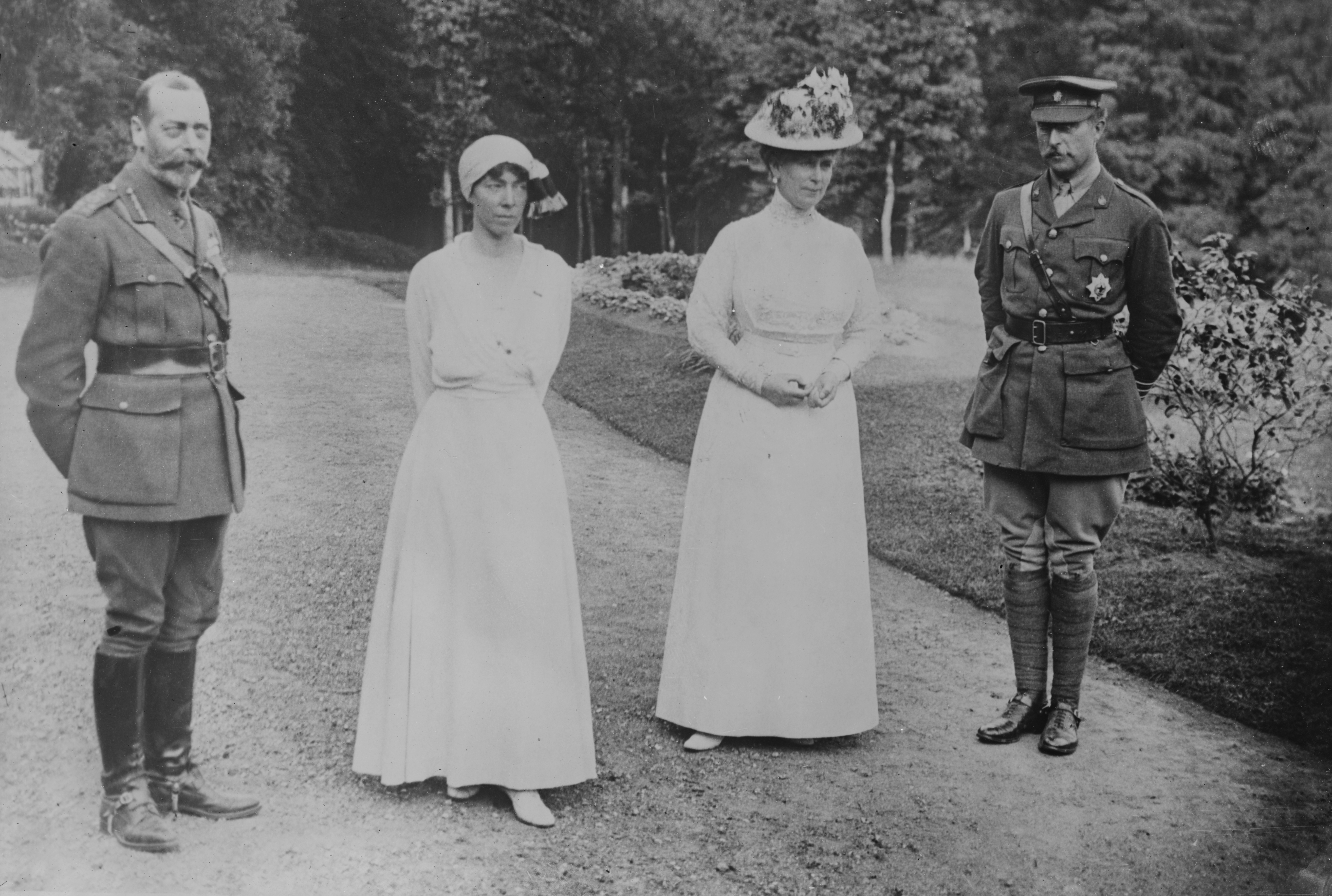
1917年撮影、西部戦線に近いトラムクールにて、ベルギー国王アルベール1世・エリザベート王妃とともに

ジョージ5世の外交デビューから間もない、1914年6月28日、オーストリア＝ハンガリー帝国の帝位継承者フランツ・フェルディナント大公が、セルビア人青年に暗殺された（サラエボ事件）。フランツ・フェルディナント大公の妻ゾフィ―は、貴賤結婚によりヨーロッパ各国で王族としての処遇を受けられなかった。英国も、ヴィクトリア女王の崩御以来、葬儀や戴冠式で冷淡な扱いをしてきたが、1912年と1913年の大公夫妻の訪英時に、ジョージ5世とフランツ・フェルディナント大公が打ち解け、またメアリー王妃も自身の出自からゾフィ―を厚遇したところ、同国との関係は改善の兆しを見せていた矢先だった。
事件後、ジョージ5世は、従兄ヴィルヘルム2世と従弟ニコライ2世の対立を収めることはできず、同年7月28日にオーストリア＝ハンガリー帝国はセルビアに宣戦布告した。各国の同盟関係を基に、英国も三国協商側で参戦が不可避となりつつあった。8月2日、ドイツ帝国はベルギー王国を通過する旨を通告する。翌8月3日夕方、英国は参戦派のエドワード・グレイ外相の演説が喝采を浴び、同日夜には国王夫妻及びエドワード王太子がバッキンガム宮殿のバルコニーに立って国民に応えた。8月4日夜、イギリスはドイツに宣戦布告した。
第一次世界大戦は、総力戦としてその様相を一変させ、ヨーロッパ中で王室の存在意義や能力が問題視されるようになり、ドイツのホーエンツォレルン家やロシアのロマノフ家、バイエルンのヴィッテルスバッハ家、オーストリア＝ハンガリーのハプスブルク家など多くの王家が没落の道を歩んだ。イギリス王室も、国民が嫌悪してやまないドイツの出身ということもあり、一時は他の王家と同様没落の一途を辿るものと思われていた。
しかしジョージ5世は、国民の範たらんと質素倹約に務め、国民の支持を受けた反面、反独感情が高まりを見せた。第一海軍卿のルイス・バッテンベルクは、ドイツ系の出自を理由に解任された。翌1915年には世論の高まりを受けて、ドイツ皇帝らのガーター騎士団員としての資格を剥奪、さらに王家の家名をドイツ由来のサクス＝コバーグ＝ゴータ家から王宮
のウィンザー城に因んでウィンザー家に改名した。
同様に、ルイス・バッテンベルクは姓を英語（意訳）の「マウントバッテン」に改め、メアリー王妃の実家であるテック家も称号を放棄し、新たにケンブリッジ侯爵に叙された。
また、外国の王室との婚姻を止揚するなど、ナショナリズムを意識した王室の意向を大々的に宣伝し、王室を国民の結束を呼びかけ続けた結果、国民の熱狂的な支持を得ることとなり、王室の地位は盤石なものとなった。
メアリーも夫の意向に積極的に同調し、父方のドイツ系の血筋を否定する一方で、母方のイギリス系の血筋を前面に押し出して、夫の国政運営をサポートし続け、軍人や死傷者達に直接面会して親しく慰め続けるなど、王妃としての責務を誠実なまでに実行した。短気で粗暴な性格だった夫が国民の王として親しまれ、尊敬されたのも、メアリーによるこのような内助の功があったからだといわれている。王の晩年が病気がちになると、代わって日記を清書するなどした。
また総力戦の結果、男女分け隔てなく広範囲を対象とした勲章として、1917年に創設された大英帝国勲章は、後にメダルのデザインが変更され「国父」ジョージ5世と共に「国母」メアリー王妃が刻まれている。

### 子供たちの結婚と後継者問題
長女メアリー王女は1922年にヘアウッド伯爵と結婚し、円満な家庭を持った。そのメアリー王女の結婚式で、花嫁介添人を務めたエリザベスが、次男アルバート王子と1923年4月に結婚した。アルバートとエリザベス夫妻には、1926年に長女エリザベス王女が誕生した。三男ヘンリー王子はスコットランド貴族の令嬢アリスと結婚した。唯一、四男ジョージ王子のみが、ギリシャ王家のマリナ王女と結婚し、王族を妃に迎えている。
国王夫妻が築いた円満な家庭（のイメージ）は、1921年に英国を含む欧州各国を訪問した日本の皇太子裕仁親王（後の昭和天皇）にも強い印象を与えた。
しかし、長男エドワードは色々な女性と浮き名を流し、王位継承者に相応しくない振る舞いが続いた。ジョージ5世は、40歳になっても独身のままのエドワードよりも、次男アルバートとその娘エリザベスへの継承に期待をかけるようになっていった。
ジョージ5世の肉体的な衰弱は著しく、1936年1月20日にサンドリンガム・ハウスで崩御した。メアリー王妃は、日記に「エディとジョージ兄弟の死に同じ場所で立ち会った」旨を記した。また後年、ジョージ5世の崩御が、メアリー王妃らの同意を得た「安楽死」であったことも公表されている。

### 王太后・太王太后時代

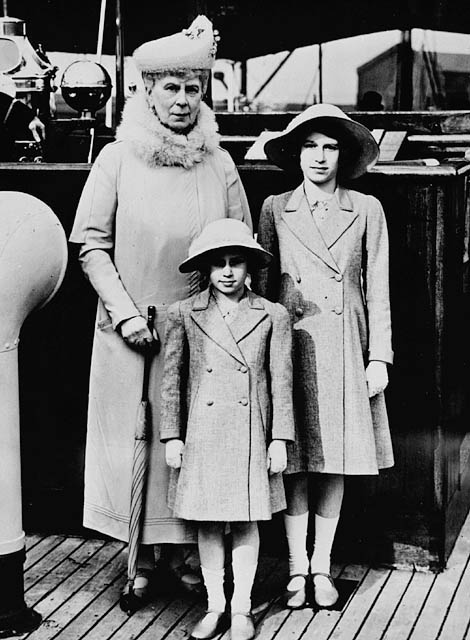
孫のエリザベス王女（後のエリザベス2世女王）、マーガレット王女とともに（1939年5月）

夫ジョージ5世と死別し、長男エドワード8世が王位に就くと、メアリーは王太后となったが、王室に及ぼす影響力は相変らず強いままだった。王太后としての責務を重要視し、中でもイギリス王室の品位を汚すような言動に対しては、自身の子供たちに対しても極端なまでに厳格な対応を取るようになった。特に、エドワード8世が最終的にウォリス・シンプソンと婚約する意思を表明し、結婚に対して国内から強い反発が沸き起こった際には、彼の退位に相当なまでの影響力をかけたことは、つとに有名である。
他にも、生来病弱な上に吃音の障害をかかえる次男ジョージ6世に対して、国民から国王としての適性を危ぶむ声があがったり、三男グロスター公ヘンリーが同性愛者であるとの疑惑が浮上したりするなど、子供たちに関するスキャンダル等への火消しにも強い態度で臨み続けた。
また、「未亡人となった王妃は、新王の戴冠式には出席しない」という王家の不文律を破り、ジョージ6世の戴冠式に出席した。
第二次世界大戦中、空襲の激しいロンドン（バトル・オブ・ブリテン）や、息子ジョージ6世の家族が週末を過ごすウィンザー城を避け、姪メアリー（弟ケンブリッジ侯アドルファスの娘）の嫁ぎ先であるボーフォート公ヘンリー・サマセットの居城バドミントン・ハウスへ避難していた。
戦後、1952年2月6日に次男ジョージ6世が崩御した。孫娘のエリザベス2世が女王に即位して、エリザベス王妃が王太后となり、太王太后となったメアリーの落胆は大きく、国民にもその悲哀が伝わるほどだった。翌1953年3月24日、同年6月のエリザベス2世の戴冠式を見ることなく満85歳で崩御した。

## 子女

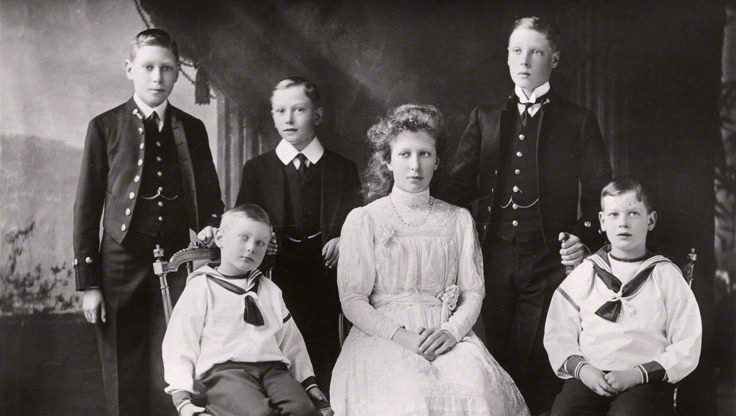
後列左から、アルバート、ヘンリー、エドワード
前列左から、ジョン、メアリー、ジョージ

- エドワード王子（1894年 - 1972年） - 連合王国国王エドワード8世
- アルバート王子（1895年 - 1952年） - 同ジョージ6世
- メアリー王女（1897年 - 1965年） - ヘアウッド伯爵夫人、プリンセス・ロイヤル
- ヘンリー王子（1900年 - 1974年） - グロスター公
- ジョージ王子（1902年 - 1942年） - ケント公
- ジョン王子（1905年 - 1919年） - 夭折

## 系譜
| \| \| \| \| \| \| \| \| \| \| \| 8. ルートヴィヒ・フォン・ヴュルテンベルク \| \| \| \| \| \| \| \| \| \| \| \| \| \| \| \| \| \| \| \| \| \| \| \| \| \| \| \| \| \| \| \| \| \| \| \| \| \| \| \| \| \| \| \| \| \| \| \| \| \| \| 4. アレクサンダー・フォン・ヴュルテンベルク \| \| \| \| \| \| \| \| \| \| \| \| \| \| \| \| \| \| \| \| \| \| \| \| \| \| \| \| \| \| \| \| \| \| \| \| \| \| \| \| \| \| \| \| \| \| \| \| \| \| \| \| \| \| \| \| \| \| \| \| 9. ヘンリエッテ・フォン・ナッサウ＝ヴァイルブルク \| \| \| \| \| \| \| \| \| \| \| \| \| \| \| \| \| \| \| \| \| \| \| \| \| \| \| \| \| \| \| \| \| \| \| \| \| \| \| \| \| \| \| \| \| \| \| \| \| \| \| \| \| \| \| \| \| \| \| \| 2. テック公フランツ \| \| \| \| \| \| \| \| \| \| \| \| \| \| \| \| \| \| \| \| \| \| \| \| \| \| \| \| \| \| \| \| \| \| \| \| \| \| \| \| \| \| \| \| \| \| \| \| \| \| \| \| \| \| \| \| \| \| \| \| 10. レーデイ・ラースロー伯爵 \| \| \| \| \| \| \| \| \| \| \| \| \| \| \| \| \| \| \| \| \| \| \| \| \| \| \| \| \| \| \| \| \| \| \| \| \| \| \| \| \| \| \| \| \| \| \| \| \| \| \| \| \| \| \| \| \| \| \| \| 5. レーデイ・クラウディア \| \| \| \| \| \| \| \| \| \| \| \| \| \| \| \| \| \| \| \| \| \| \| \| \| \| \| \| \| \| \| \| \| \| \| \| \| \| \| \| \| \| \| \| \| \| \| \| \| \| \| \| \| \| \| \| \| \| \| \| 11. アグネス・インツェディ・デ・ナジ＝ヴァーラド男爵夫人 \| \| \| \| \| \| \| \| \| \| \| \| \| \| \| \| \| \| \| \| \| \| \| \| \| \| \| \| \| \| \| \| \| \| \| \| \| \| \| \| \| \| \| \| \| \| \| \| \| \| \| \| \| \| \| \| \| \| \| \| 1. メアリー・オブ・テック \| \| \| \| \| \| \| \| \| \| \| \| \| \| \| \| \| \| \| \| \| \| \| \| \| \| \| \| \| \| \| \| \| \| \| \| \| \| \| \| \| \| \| \| \| \| \| \| \| \| \| \| \| \| \| \| \| \| \| \| 12. ジョージ3世 \| \| \| \| \| \| \| \| \| \| \| \| \| \| \| \| \| \| \| \| \| \| \| \| \| \| \| \| \| \| \| \| \| \| \| \| \| \| \| \| \| \| \| \| \| \| \| \| \| \| \| \| \| \| \| \| \| \| \| \| 6. ケンブリッジ公爵アドルファス \| \| \| \| \| \| \| \| \| \| \| \| \| \| \| \| \| \| \| \| \| \| \| \| \| \| \| \| \| \| \| \| \| \| \| \| \| \| \| \| \| \| \| \| \| \| \| \| \| \| \| \| \| \| \| \| \| \| \| \| 13. シャルロッテ・フォン・メクレンブルク=シュトレーリッツ \| \| \| \| \| \| \| \| \| \| \| \| \| \| \| \| \| \| \| \| \| \| \| \| \| \| \| \| \| \| \| \| \| \| \| \| \| \| \| \| \| \| \| \| \| \| \| \| \| \| \| \| \| \| \| \| \| \| \| \| 3. メアリー・アデレード・オブ・ケンブリッジ \| \| \| \| \| \| \| \| \| \| \| \| \| \| \| \| \| \| \| \| \| \| \| \| \| \| \| \| \| \| \| \| \| \| \| \| \| \| \| \| \| \| \| \| \| \| \| \| \| \| \| \| \| \| \| \| \| \| \| \| 14. フリードリヒ・フォン・ヘッセン＝カッセル＝ルンペンハイム \| \| \| \| \| \| \| \| \| \| \| \| \| \| \| \| \| \| \| \| \| \| \| \| \| \| \| \| \| \| \| \| \| \| \| \| \| \| \| \| \| \| \| \| \| \| \| \| \| \| \| \| \| \| \| \| \| \| \| \| 7. アウグステ・フォン・ヘッセン＝カッセル \| \| \| \| \| \| \| \| \| \| \| \| \| \| \| \| \| \| \| \| \| \| \| \| \| \| \| \| \| \| \| \| \| \| \| \| \| \| \| \| \| \| \| \| \| \| \| \| \| \| \| \| \| \| \| \| \| \| \| \| 15. カロリーネ・フォン・ナッサウ=ウジンゲン \| \| \| \| \| \| \| \| \| \| \| \| \| \| \| \| \| \| \| \| \| \| \| \| \| \| \| \| \| \| \| \| \| \| \| \| \| \| \| \| \| \| \| |                                                              |  |  |  |  |  |  |  |  |                                           |  |  |  |
| |                                                              |  |  |  |  |  |  |  |  | 8. ルートヴィヒ・フォン・ヴュルテンベルク |  |  |  |
| |                                                              |  |  |  |  |  |  |  |  |                                           |  |  |  |
| |                                                              |  |  |  |  |  |  |  |  |                                           |  |  |  |
| |                                                              |  |  |  |  |  |  |  |  |                                           |  |  |  |
| | 4. アレクサンダー・フォン・ヴュルテンベルク                  |  |  |  |  |  |  |  |  |                                           |  |  |  |
| |                                                              |  |  |  |  |  |  |  |  |                                           |  |  |  |
| |                                                              |  |  |  |  |  |  |  |  |                                           |  |  |  |
| |                                                              |  |  |  |  |  |  |  |  |                                           |  |  |  |
| | 9. ヘンリエッテ・フォン・ナッサウ＝ヴァイルブルク            |  |  |  |  |  |  |  |  |                                           |  |  |  |
| |                                                              |  |  |  |  |  |  |  |  |                                           |  |  |  |
| |                                                              |  |  |  |  |  |  |  |  |                                           |  |  |  |
| |                                                              |  |  |  |  |  |  |  |  |                                           |  |  |  |
| | 2. テック公フランツ                                          |  |  |  |  |  |  |  |  |                                           |  |  |  |
| |                                                              |  |  |  |  |  |  |  |  |                                           |  |  |  |
| |                                                              |  |  |  |  |  |  |  |  |                                           |  |  |  |
| |                                                              |  |  |  |  |  |  |  |  |                                           |  |  |  |
| | 10. レーデイ・ラースロー伯爵                                 |  |  |  |  |  |  |  |  |                                           |  |  |  |
| |                                                              |  |  |  |  |  |  |  |  |                                           |  |  |  |
| |                                                              |  |  |  |  |  |  |  |  |                                           |  |  |  |
| |                                                              |  |  |  |  |  |  |  |  |                                           |  |  |  |
| | 5. レーデイ・クラウディア                                    |  |  |  |  |  |  |  |  |                                           |  |  |  |
| |                                                              |  |  |  |  |  |  |  |  |                                           |  |  |  |
| |                                                              |  |  |  |  |  |  |  |  |                                           |  |  |  |
| |                                                              |  |  |  |  |  |  |  |  |                                           |  |  |  |
| | 11. アグネス・インツェディ・デ・ナジ＝ヴァーラド男爵夫人     |  |  |  |  |  |  |  |  |                                           |  |  |  |
| |                                                              |  |  |  |  |  |  |  |  |                                           |  |  |  |
| |                                                              |  |  |  |  |  |  |  |  |                                           |  |  |  |
| |                                                              |  |  |  |  |  |  |  |  |                                           |  |  |  |
| | 1. メアリー・オブ・テック                                    |  |  |  |  |  |  |  |  |                                           |  |  |  |
| |                                                              |  |  |  |  |  |  |  |  |                                           |  |  |  |
| |                                                              |  |  |  |  |  |  |  |  |                                           |  |  |  |
| |                                                              |  |  |  |  |  |  |  |  |                                           |  |  |  |
| | 12. ジョージ3世                                              |  |  |  |  |  |  |  |  |                                           |  |  |  |
| |                                                              |  |  |  |  |  |  |  |  |                                           |  |  |  |
| |                                                              |  |  |  |  |  |  |  |  |                                           |  |  |  |
| |                                                              |  |  |  |  |  |  |  |  |                                           |  |  |  |
| | 6. ケンブリッジ公爵アドルファス                              |  |  |  |  |  |  |  |  |                                           |  |  |  |
| |                                                              |  |  |  |  |  |  |  |  |                                           |  |  |  |
| |                                                              |  |  |  |  |  |  |  |  |                                           |  |  |  |
| |                                                              |  |  |  |  |  |  |  |  |                                           |  |  |  |
| | 13. シャルロッテ・フォン・メクレンブルク=シュトレーリッツ    |  |  |  |  |  |  |  |  |                                           |  |  |  |
| |                                                              |  |  |  |  |  |  |  |  |                                           |  |  |  |
| |                                                              |  |  |  |  |  |  |  |  |                                           |  |  |  |
| |                                                              |  |  |  |  |  |  |  |  |                                           |  |  |  |
| | 3. メアリー・アデレード・オブ・ケンブリッジ                  |  |  |  |  |  |  |  |  |                                           |  |  |  |
| |                                                              |  |  |  |  |  |  |  |  |                                           |  |  |  |
| |                                                              |  |  |  |  |  |  |  |  |                                           |  |  |  |
| |                                                              |  |  |  |  |  |  |  |  |                                           |  |  |  |
| | 14. フリードリヒ・フォン・ヘッセン＝カッセル＝ルンペンハイム |  |  |  |  |  |  |  |  |                                           |  |  |  |
| |                                                              |  |  |  |  |  |  |  |  |                                           |  |  |  |
| |                                                              |  |  |  |  |  |  |  |  |                                           |  |  |  |
| |                                                              |  |  |  |  |  |  |  |  |                                           |  |  |  |
| | 7. アウグステ・フォン・ヘッセン＝カッセル                    |  |  |  |  |  |  |  |  |                                           |  |  |  |
| |                                                              |  |  |  |  |  |  |  |  |                                           |  |  |  |
| |                                                              |  |  |  |  |  |  |  |  |                                           |  |  |  |
| |                                                              |  |  |  |  |  |  |  |  |                                           |  |  |  |
| | 15. カロリーネ・フォン・ナッサウ=ウジンゲン                  |  |  |  |  |  |  |  |  |                                           |  |  |  |
| |                                                              |  |  |  |  |  |  |  |  |                                           |  |  |  |
| |                                                              |  |  |  |  |  |  |  |  |                                           |  |  |  |

母メアリー・アデレード(2)の2人の祖父、ジョージ3世(12)はジョージ5世の父エドワード7世の、フリードリヒ・フォン・ヘッセン＝カッセル＝ルンペンハイム(14)はジョージ5世の母アレクサンドラ・オブ・デンマークの、それぞれ曽祖父である。

## 逸話
- 王家の宝石のリストを作らせたり、貴族の家に行くと家宝を褒めちぎって献上させたりした事でも悪名高く、「よく言っても強盗の一歩手前のような方で」とまで言われた。ロマノフ家の人々がイギリスに亡命した時には、王妃に見つからないように一生懸命品物を隠した（結局は取り上げられてしまった）という。
- 第二次世界大戦中バドミントン・ハウスへ避難していた折、ツタが嫌いだったメアリーは、ツタに覆われた美しい館と有名であったにもかかわらず、自分が連れてきた召使いに命じて勝手に刈らせた。王太后付きの55人の召使いたちは館の右翼に陣取り、ボーフォート公爵家の召使いたちにことあるごとに「我らはメアリー王太后にお仕えしている」と威張るため、両者の召使いたちの仲は険悪となった。ボーフォート公夫妻はその中間に立って右往左往し、避難していた7年もの間ひたすら忍の字で耐えたという。
- 「メアリー王妃のドールハウス」は、彼女に贈る目的で制作され、1924年に完成した。いとこおばのメアリー・ルイーズ・オブ・シュレスウィグ＝ホルスタインが発案して作られている。
- 1930年代初頭にキュナード・ラインが建造していた大型客船は、世界恐慌の影響で資金不足に直面し工事中止に追い込まれる。最終的には政府の資金援助が認められ、竣工の暁には「ヴィクトリア」と命名されることが内定していた。その裁可のため社長代理がジョージ5世に謁見した際、「この新客船には“イギリスの偉大な女王（クイーン）”の名を冠します」と遠まわしに奏上したところ、王妃（クイーン）メアリーのことと勘違いして「そうか。ありがとう」と言われたことから、急遽「クイーン・メリー」に改称されている。

## 雑記
1935年発行の2カナダドル紙幣に肖像が使用されている。

## 称号

メアリー王妃の紋章

- 1867年5月26日 – 1893年7月6日
テック公爵令嬢ヴィクトリア・メアリー殿下（Her Serene Highness Princess Victoria Mary of Teck）
- 1893年7月6日 – 1901年1月22日
ヨーク公爵夫人／妃殿下（Her Royal Highness The Duchess of York）
- 1901年1月22日 – 1901年11月9日
コーンウォール並びにヨーク公爵夫人／妃殿下（Her Royal Highness The Duchess of Cornwall and York）
- 1901年11月9日 – 1910年5月6日
プリンセス・オブ・ウェールズ（ウェールズ公妃）殿下（Her Royal Highness The Princess of Wales）
- 1910年5月6日 – 1936年1月20日
王后陛下（Her Majesty The Queen）
- 1936年1月20日 – 1952年2月6日
メアリー王太后陛下（Her Majesty Queen Mary）
- 1952年2月6日 – 1953年3月24日
メアリー太王太后陛下（Her Majesty Queen Mary）